# Чеченська кухня
Чеченська кухня — традиційна народна кухня чеченців. Чеченська кухня обширна і багатогранна. Основу чеченської кухні складають: м'ясо, черемша, сир, гарбуз, сир, кукурудза. Основні компоненти чеченських страв — гострі приправи, цибуля, часник, перець, чебрець.

## Список страв
- Хінґалш (чеч. хингалш) — Напівкруглі пшеничні коржі з тонкого тіста. Нагадують італійський кальцоне. Зазвичай для начинки використовують фарш із вареного гарбуза з цукром[2].
- Чепалґаш (чеч. чІепалгаш) — круглі млинці із пшеничного борошна з начинкою, зазвичай з цибулі і м’якого сиру.
- Жижиґ-ґалнаш (чеч. жижиг-галнаш, «жижиг» — м’ясо, «галнаш» — галушки) — галушки з пшеничного або кукурудзяного борошна з м’ясом[2].
- То-берам (чеч. тІо-берам, «то» — сметана, «берам» — підлива) — сир зі сметаною, використовується, щоб вмокати кукурудзяні млинці.
- Йох (чеч. йоьхь) — національна страва з кукурудзяного борошна, порубаного курдючного сала з часником і городнею цибулею і начинених в баранячу кишку. Ковбаса вариться в киплячій воді близько півгодини. Подається з часниковим соусом, галушками-далнаш або коржем.
- Сіскал (чеч. сискал) — кукурудзяний хліб[3].
- Жижиґ-чорпа (чеч. жижиг-чорпа) — м'ясний суп[2].
- Кхерзан-дулх (чеч. кхерзан дулх) — смажене м'ясо[2].
- Дакина жижиґ (чеч. дакъина-жижиг) — сушене м'ясо[2].
- Холтмаш (чеч. хьолтӀмаш) — невеликі кульки з кукурудзяного борошна із начинкою з кропиви.
- Далнаш (чеч. далнаш) — чеченське диво з сало-сирця та ріпчастої цибулі.
- Барш (чеч. бӀарш) – баранячий шлунок.
- Ахар-ховла (чеч. ахьар хьовла) — кукурудзяна халва[4].
- Дема-ховла (чеч. дема хьовла) — халва з пшеничного борошна.
- Ґарзні-ховла (чеч. гарзни хьовла) — халва з пшеничного борошна в формі локшини.
- Ґваймакхш (чеч. гваймакхш) - традиційна страва (млинці) чеченців та інгушів, склад борошно кукурудзяне, борошно пшеничне, яйця, цукор, сіль, сода, молоко, масло топлене або маргарин та мед.
- Худар (чеч. худар) - молочна каша з бринзою.
- Кіалд-давтта (чеч. киалд-давтта) - сир з маслом.

## фотографії

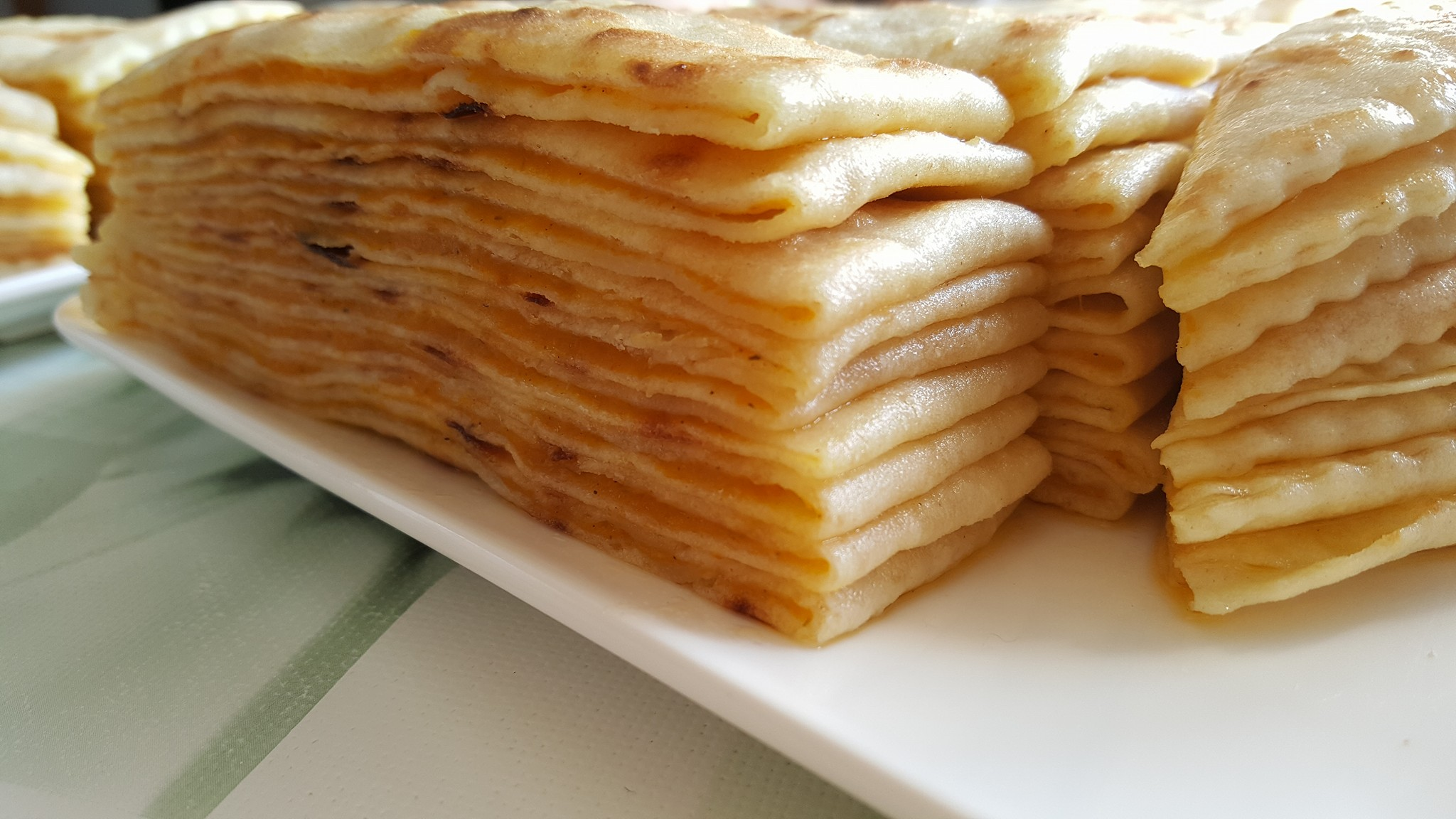
Хінґалш
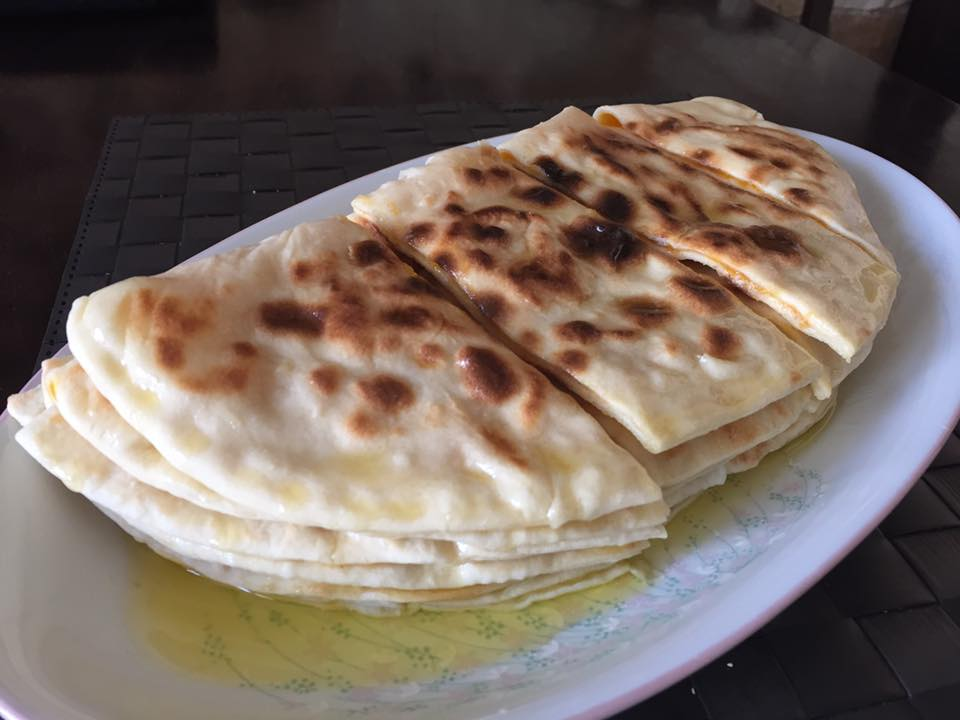
Хінґалш
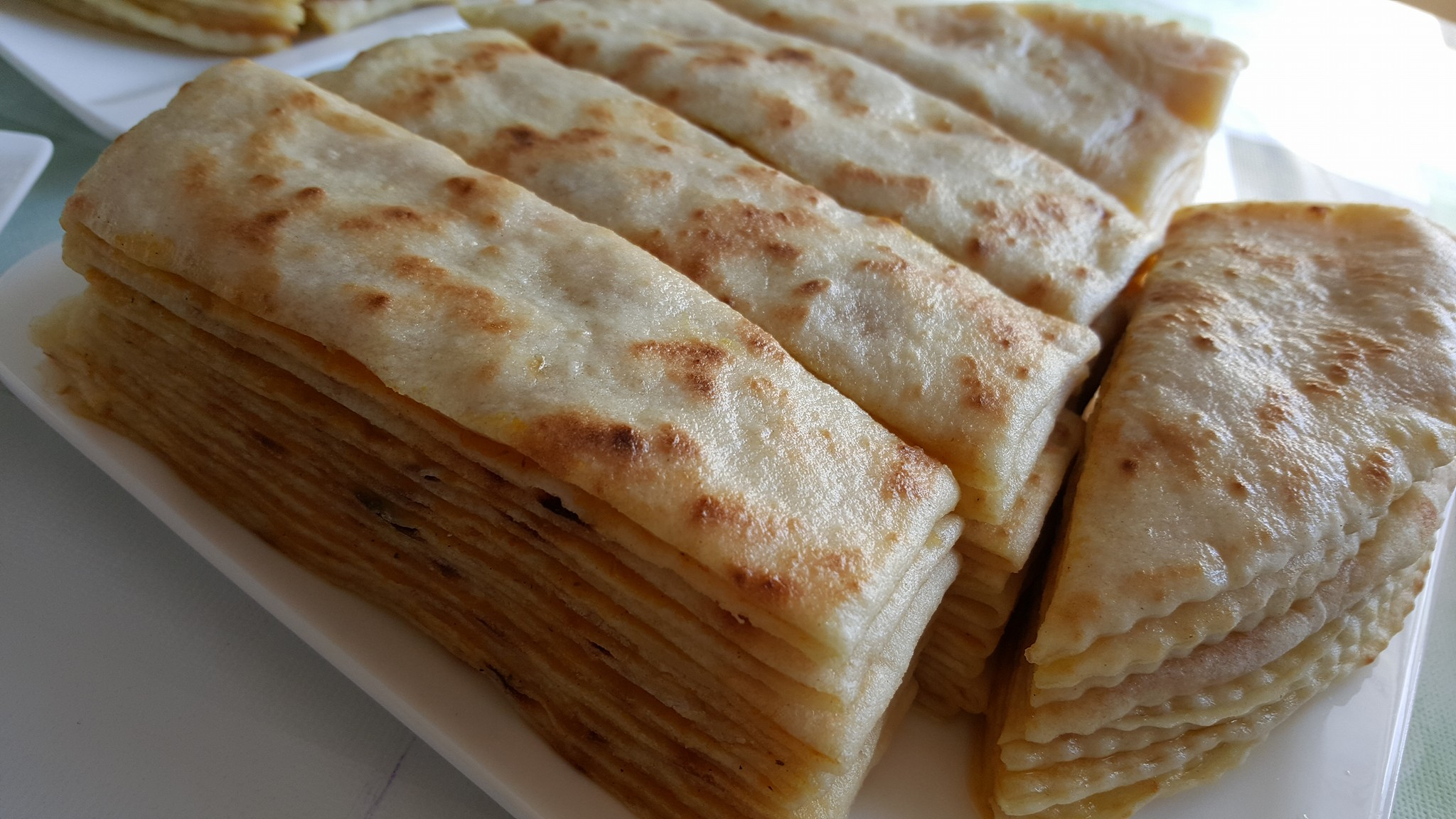
Хінґалш
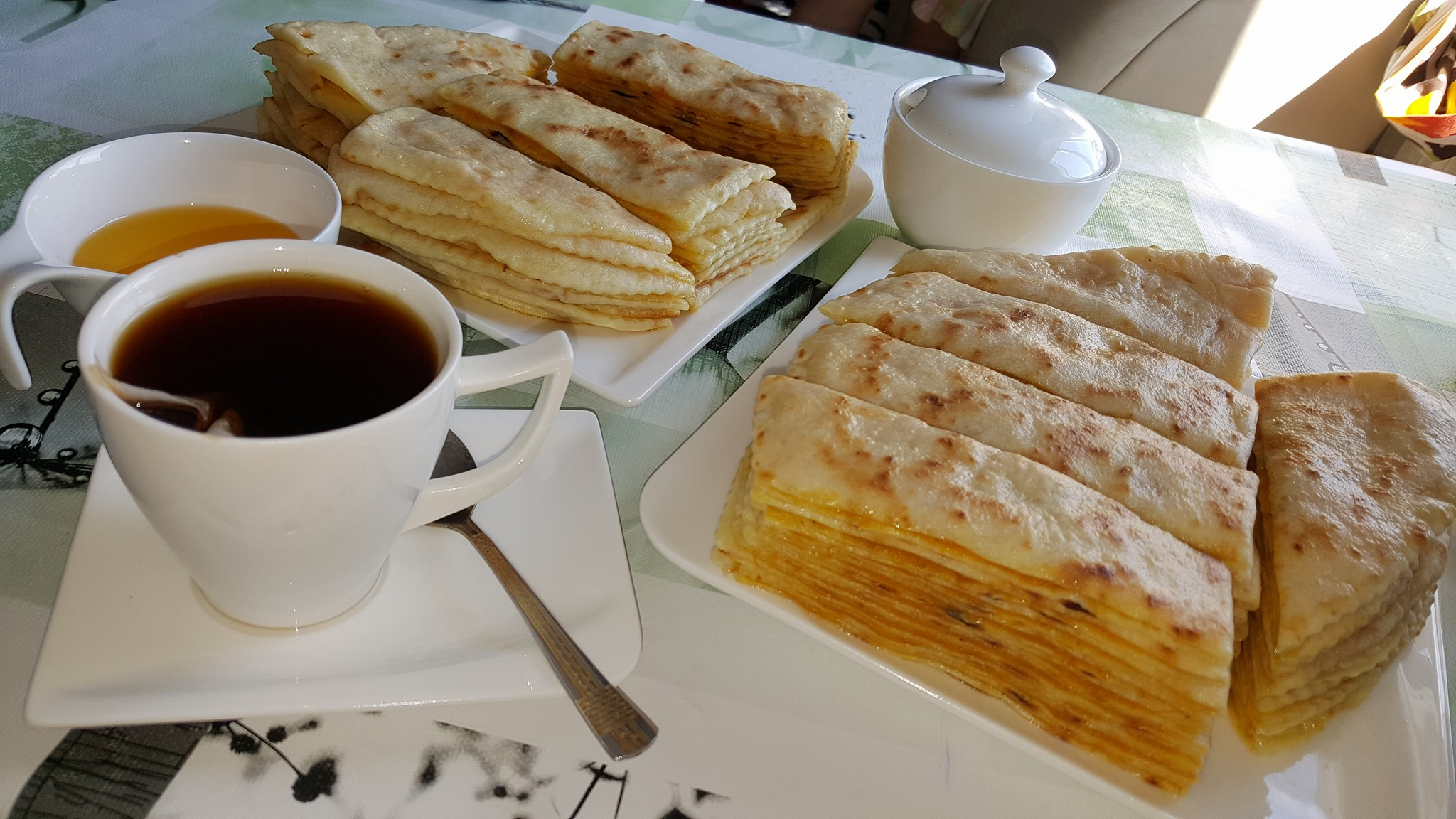
Хінґалш
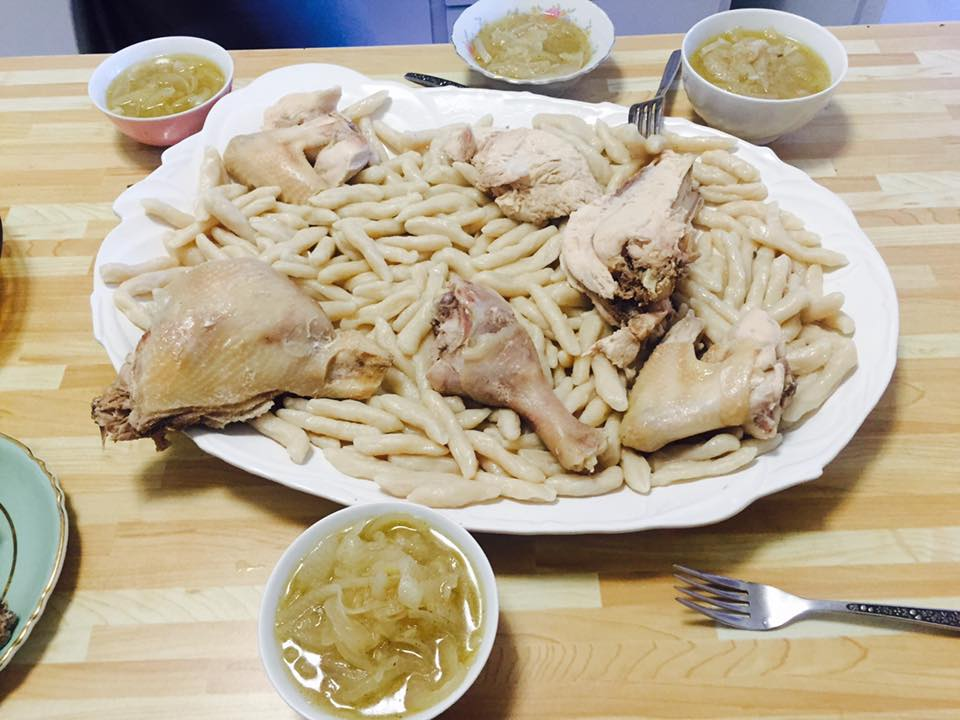
Жижиґ-ґалнаш